# Ernst Lauffer
Ernst Gotthilf Lauffer (* 4. April 1900 in Heilbronn; † 19. Juni 1999) war ein deutscher Landrat.

## Leben
Lauffer, Sohn eines Oberlehrers und evangelischer Konfession, studierte nach dem Besuch des Karlsgymnasiums Heilbronn von 1919 bis 1922 Rechtswissenschaften in Tübingen, Berlin und München. Er war seit 1920 Mitglied der Studentenverbindung AV Virtembergia Tübingen.  Er legte 1922 die erste und 1925 die zweite höhere Dienstprüfung ab. 1924 wurde er in Tübingen zum Dr. iur. promoviert.
1925 trat er in die württembergische Innenverwaltung ein. Zum 1. Mai 1933 trat er der NSDAP bei (Mitgliedsnummer 3.227.491). Er war von 1935 bis 1938 Landrat in Nagold und von 1940 bis 1945 in Freudenstadt. Dazwischen war er im württembergischen Innenministerium und im Wirtschaftsministerium tätig.
Von 1945 bis 1946 war er in französischer Internierung.
Seit 1948 war er im Innenministerium Württemberg-Hohenzollern tätig, ab 1948 als Regierungsrat und ab 1949 als Oberregierungsrat. 1952 wurde er zur Wasser- und Schiffahrtsdirektion Stuttgart abgeordnet und zum Regierungsdirektor ernannt.
Ab 1954 war er beim Verwaltungsgerichtshof in Bebenhausen tätig, ab 1955 als Oberverwaltungsgerichtsrat. Ab 1958 war er Stellvertreter des Präsidenten mit der Amtsbezeichnung Verwaltungsgerichtsdirektor beim Verwaltungsgericht Sigmaringen.